# Amandla (film)
Pour les articles homonymes, voir Amandla.
Pour plus de détails, voir Fiche technique et Distribution.
Amandla (litt. « Pouvoir » ou « Force » en afrikaans ou zoulou) est un film canado-sud-africain écrit, coproduit et réalisé par Nerina De Jager, sorti en 2022 sur Netflix.

## Synopsis
Amandla suit l'histoire de deux frères zoulous sur une dizaine d'années. Marqués par un drame durant leur enfance, les deux frères suivent une trajectoire opposée en grandissant : l'un devient policier tandis que l'autre se retrouve à travailler pour des gangs mafieux et à commettre des délits et des crimes.

### Début du film
En 1987, dans le nord du Transvaal, non loin de la ferme des Muller où leurs parents travaillent, les deux frères Impi (11 ans) et Nkosana sont en pleine chasse aux oiseaux. Impi explique à son petit frère qu’il vaut mieux tuer sa proie blessée pour ne pas éterniser sa douleur.
C'est le 16 décembre et le jour de l’anniversaire d'Impi. Son père lui offre un sachet en cuir pour qu'il puisse y mettre ses économies, son rêve étant de partir au KwaZulu. Son père est originaire de cette région et souligne à son fils la chance de travailler sur cette ferme, sa reconnaissance envers son propriétaire qui lui a évité de travailler dans les mines comme ses frères. Sa mère rappelle aussi aux garçons de ne pas mentionner l'anniversaire d'Impi à la ferme, devant des blancs, car le 16 décembre marque également la victoire des Boers contre la nation zouloue (le jour du voeu).
À la ferme, une idylle nait entre Impi et Elizabeth, la fille des Muller. Son père le met alors en garde sur son amitié avec la jeune fille blanche qui pourrait leur attirer des ennuis.
En fin d'après midi, plusieurs voisins blancs des Muller arrivent à leur ferme pour célébrer le 16 décembre. À l'écart des Muller, trois fils des convives, particulièrement racistes, s'en prennent à Impi et Nkosana, les humilient et commencent à leur jeter de la bouse de vache au visage, sous les yeux d'Elizabeth qui menace alors d'alerter son père s'ils ne cessent pas leur comportement, ce qu'ils font.
Le lendemain, Elizabeth demande pardon à Impi, qui passe une enveloppe dans laquelle est glissé de l'argent et l'embrasse sous les yeux curieux du petit frère, Nkosana, hilare. Hélas, les trois jeunes hommes blancs de la veille voient ce dernier et lui demandent avec agressivité ce qui a provoqué son hilarité. Celui-ci répond alors qu'il a vu Impi et Elizabeth s'embrasser. Révulsés, les trois blancs mentionnent leur mépris pour les Muller et décident de ne pas en rester là. Le soir, Impi informe sa mère de l'incident avec ces 3 blancs qui, la nuit venue, débarquent chez eux à la recherche des enfants. Ils tuent les parents qui refusent de leur répondre où ils sont et incendient leur maison. Sans avoir été repérés, les deux enfants sont cependant parvenus à s'enfuir puis à rejoindre le township de Soweto où ils doivent chercher du travail, un hébergement et sont contraints, pour survivre, à des larcins.
Dix ans passent, les deux enfants sont devenus de jeunes adultes à la trajectoire personnelle bien différente. Tous, y compris Elizabeth, connaitront une destinée dramatique.

## Fiche technique
Sauf indication contraire ou complémentaire, les informations mentionnées dans cette section proviennent du générique de fin de l'œuvre audiovisuelle présentée ici.
- Titre : Amandla
- Réalisation et scénario : Nerina De Jager
- Musique : Mauritz Lotz
- Décors : Vicky Sawkins
- Costumes : Anél Kleynhans
- Photographie : Justus de Jager
- Montage : Daniëlle Nel
- Production : Greig Buckle, Jarrod de Jong et Riaan Van Der Wart
- Production déléguée : Riaan Van Der Wart
- Sociétés de production : Firegrass Films et M4gic-J Entertainment
- Société de distribution : Netflix
- Pays de production :  Afrique du Sud /  Canada
- Langue originale : anglais, afrikaans, zoulou
- Format : couleur
- Genre : drame, policier
- Durée : 116 minutes
- Date de sortie : Monde : 21 janvier 2022 (Netflix)

## Distribution
Sauf indication contraire ou complémentaire, les informations mentionnées dans cette section proviennent du générique de fin de l'œuvre audiovisuelle présentée ici.
- Lemogang Tsipa : Impi Khumalo
  - Thabiso Masote : Impi, jeune
- Thabo Rametsi : Nkosana Khumalo
  - Bahle Mashinini : Nkosana, jeune
- Israel Matseke-Zulu (en) : Shaka (crédité sous le nom de Israel Makoe)
- Liza Van Deventer : Elizabeth Muller
  - Jeanique Fourie : Elizabeth, jeune
- Nqobile Sipamla : Namusa Khumalo
- Ncibijana Madlala : Bangizwe Khumalo
- Natania Van Heerden : Gertrude Muller
- Marnitz van Deventer : Pieter Muller
- Paballo Koza : Pakiso
- Charlie Bouguenon : le sergent instructeur
- Jacques Pepler : un débutant
- Jaco Muller : Klein
- Rowlen Ethelbert von Gericke : Simon
- Lucky Koza : l'agent Lekgalagadi

## Production

### Développement
En fin mars 2016, on apprend que la réalisatrice Nerina De Jager a écrit le scénario en 2011 et qu'elle est en train de réaliser son premier long métrage en Afrique du Sud : « L'Afrique est dans mon sang et donc ce film devait être tourné ici dans mon pays » (« Africa is in my blood and thus this film had to be shot here in my country »),. Le film est coproduit par Riaan van der Wart de la société Firegrass Films (Canada) et par Jarrod de Jong de M4gic-J Entertainment (Afrique du Sud).

### Tournage
Le tournage commence le 30 mars 2016. Il a lieu à Johannesbourg dans la province de Gauteng, ainsi qu'à Mokopane dans le Limpopo où se trouve la ferme familiale.

### Musique
En fin mars 2016, on révèle Mauritz Lotz comme compositeur du film.

## Accueil
En fin mars 2016, on annonce déjà que sa sortie est prévue en septembre 2017 dans le monde grâce à la distribution Lions Gate Entertainment Corporation. En mai 2016, on change de date : il est prévu pour juin 2017. Il sort le 21 janvier 2022 sur Netflix.